# FIH Pro League maschile 2021-22
La FIH Pro League maschile 2021-22 è la terza edizione del torneo organizzato dalla International Hockey Federation. Il torneo è iniziato il 16 ottobre 2021 e si concluderà il 26 giugno 2022.
Il 17 settembre 2021, sia la Nuova Zelanda che l'Australia si sono ritirate a causa della pandemia di COVID-19 e delle restrizioni di viaggio che ne derivano. Canada e Sud Africa hanno aderito il 8 dicembre 2021. Il 17 gennaio 2022, il Canada si è ritirato a causa della COVID-19 variante Omicron e delle restrizioni di viaggio che ne derivano, sei settimane dopo essere stato nominato sostituto della Nuova Zelanda. La Francia è stata annunciata come sostituto del Canada il 25 gennaio 2022.

## Formato
Il principio casa-trasferta è stato mantenuto, ma questo principio è stato suddiviso in due stagioni consecutive e funziona secondo il seguente esempio:
- nella stagione precedente 2020-21, la squadra A ha ospitato la squadra B due volte in un paio di giorni.
- nell'attuale stagione 2021-22, la squadra B ha ospitato la squadra A due volte in un paio di giorni.

Se una delle due partite giocate tra due squadre fosse stata annullata, il vincitore dell'altra partita avrebbe ricevuto il doppio dei punti.

## Classifica
| Pos | Squadra         | G  | V  | VSO | PSO | P  | GF | GS | DG  | Pt |
| --- | --------------- | -- | -- | --- | --- | -- | -- | -- | --- | -- |
| 1   | Paesi Bassi (C) | 16 | 12 | 3   | 0   | 1  | 61 | 28 | +33 | 42 |
| 2   | Belgio          | 16 | 10 | 1   | 3   | 2  | 52 | 25 | +27 | 35 |
| 3   | India           | 16 | 8  | 2   | 2   | 4  | 62 | 40 | +22 | 30 |
| 4   | Germania        | 16 | 8  | 2   | 0   | 6  | 40 | 36 | +4  | 28 |
| 5   | Argentina       | 16 | 6  | 3   | 1   | 6  | 31 | 35 | −4  | 25 |
| 6   | Inghilterra     | 16 | 7  | 1   | 1   | 7  | 40 | 41 | −1  | 24 |
| 7   | Spagna          | 16 | 5  | 0   | 3   | 8  | 36 | 43 | −7  | 18 |
| 8   | Francia         | 16 | 4  | 0   | 1   | 11 | 31 | 46 | −15 | 13 |
| 9   | Sudafrica       | 16 | 0  | 0   | 1   | 15 | 23 | 82 | −59 | 1  |

1. 1 2  Francia e Sudafrica sono state entrambe invitate dopo Australia e Nuova Zelanda si è ritirata dalla competizione a causa di problemi correlati al COVID-19. La Nuova Zelanda è stata inizialmente sostituita dalla Canada, tuttavia si è ritirata dopo sei settimane, venendo sostituita dalla Francia.

## Risultati
| Luogo           | Data                           | Partita     | Partita              | Partita     |
| --------------- | ------------------------------ | ----------- | -------------------- | ----------- |
| Bruxelles       | 16-10-2021                     | Belgio      | 6 - 1                | Germania    |
| Bruxelles       | 17-10-2021                     | Belgio      | 5 - 3                | Germania    |
| Amsterdam       | 26-11-2021                     | Paesi Bassi | 2 - 2 (3 - 0 d.s.o.) | Belgio      |
| Amsterdam       | 28-11-2021                     | Paesi Bassi | 2 - 1                | Belgio      |
| Valencia        | 4-2-2022                       | Spagna      | 1 - 6                | Inghilterra |
| Valencia        | 5-2-2022                       | Spagna      | 2 - 3                | Inghilterra |
| Potchefstroom   | 8-2-2022                       | Francia     | 0 - 5                | India       |
| Potchefstroom   | 8-2-2022                       | Sudafrica   | 1 - 11               | Paesi Bassi |
| Potchefstroom   | 9-2-2022                       | Sudafrica   | 2 - 10               | India       |
| Potchefstroom   | 9-2-2022                       | Francia     | 2 - 2 (2 - 4 d.s.o.) | Paesi Bassi |
| Potchefstroom   | 12-2-2022                      | Francia     | 5 - 2                | India       |
| Buenos Aires    | 12-2-2022                      | Argentina   | 2 - 1                | Belgio      |
| Potchefstroom   | 12-2-2022                      | Sudafrica   | 2 - 6                | Paesi Bassi |
| Potchefstroom   | 13-2-2022                      | Sudafrica   | 2 - 10               | India       |
| Buenos Aires    | 13-2-2022                      | Argentina   | 0 - 2                | Belgio      |
| Potchefstroom   | 13-2-2022                      | Francia     | 1 - 5                | Paesi Bassi |
| Potchefstroom   | 15-2-2022                      | Sudafrica   | 1 - 4                | Francia     |
| Potchefstroom   | 16-2-2022                      | Francia     | 2 - 3                | Germania    |
| Potchefstroom   | 17-2-2022                      | Sudafrica   | 1 - 6                | Germania    |
| Buenos Aires    | 19-2-2022                      | Argentina   | 2 - 0                | Inghilterra |
| Potchefstroom   | 19-2-2022                      | Francia     | 2 - 4                | Germania    |
| Buenos Aires    | 20-2-2022                      | Argentina   | 3 - 1                | Inghilterra |
| Potchefstroom   | 20-2-2022                      | Sudafrica   | 1 - 2                | Francia     |
| Potchefstroom   | 21-2-2022                      | Sudafrica   | 1 - 3                | Germania    |
| Bhubaneswar     | 26-2-2022                      | India       | 5 - 4                | Spagna      |
| Bhubaneswar     | 27-2-2022                      | India       | 3 - 5                | Spagna      |
| Bhubaneswar     | 12-3-2022 rinviato a 14-4-2022 | India       | 3 - 0                | Germania    |
| Bhubaneswar     | 13-3-2022 rinviato a 15-4-2022 | India       | 3 - 1                | Germania    |
| Bhubaneswar     | 19-3-2022                      | India       | 2 - 2 (1 - 3 d.s.o.) | Argentina   |
| Bhubaneswar     | 20-3-2022                      | India       | 4 - 3                | Argentina   |
| Mönchengladbach | 26-3-2022                      | Germania    | 2 - 1                | Spagna      |
| Mönchengladbach | 27-3-2022                      | Germania    | 1 - 1 (3 - 2 d.s.o.) | Spagna      |
| Bhubaneswar     | 2-4-2022                       | India       | 3 - 3 (3 - 2 d.s.o.) | Inghilterra |
| Bhubaneswar     | 3-4-2022                       | India       | 4 - 3                | Inghilterra |
| Buenos Aires    | 16-4-2022                      | Argentina   | 4 - 2                | Francia     |
| Buenos Aires    | 17-4-2022                      | Argentina   | 0 - 2                | Francia     |
| Buenos Aires    | 23-4-2022                      | Argentina   | 4 - 3                | Sudafrica   |
| Buenos Aires    | 24-4-2022                      | Argentina   | 2 - 2 (2 - 1 d.s.o.) | Sudafrica   |
| Mönchengladbach | 30-4-2022 rinviato a 4-5-2022  | Germania    | 0 - 1                | Inghilterra |
| Mönchengladbach | 1-5-2022 rinviato a 5-5-2022   | Germania    | 3 - 2                | Inghilterra |
| Valencia        | 14-5-2022                      | Spagna      | 0 - 1                | Argentina   |
| Valencia        | 15-5-2022                      | Spagna      | 1 - 1 (5 - 6 d.s.o.) | Argentina   |
| Valencia        | 17-5-2022                      | Spagna      | 4 - 2                | Francia     |
| Valencia        | 18-5-2022                      | Spagna      | 1 - 0                | Francia     |
| Anversa         | 20-5-2022                      | Belgio      | 3 - 3 (3 - 2 d.s.o.) | Spagna      |
| Berlin          | 21-5-2022                      | Germania    | 6 - 3                | Argentina   |
| Londra          | 21-5-2022                      | Inghilterra | 5 - 4                | Francia     |
| Anversa         | 21-5-2022                      | Belgio      | 5 - 1                | Spagna      |
| Berlin          | 22-5-2022                      | Germania    | 1 - 1 (4 - 2 d.s.o.) | Argentina   |
| Londra          | 22-5-2022                      | Inghilterra | 4 - 1                | Francia     |
| Londra          | 28-5-2022                      | Inghilterra | 4 - 2                | Sudafrica   |
| Anversa         | 28-5-2022                      | Belgio      | 2 - 1                | Francia     |
| Londra          | 29-5-2022                      | Inghilterra | 3 - 0                | Sudafrica   |
| Anversa         | 29-5-2022                      | Belgio      | 3 - 1                | Francia     |
| Nimega          | 1-6-2022                       | Paesi Bassi | 5 - 2                | Argentina   |
| Nimega          | 2-6-2022                       | Paesi Bassi | 3 - 1                | Argentina   |
| Londra          | 4-6-2022                       | Inghilterra | 0 - 3                | Paesi Bassi |
| Terrassa        | 4-6-2022                       | Spagna      | 5 - 3                | Sudafrica   |
| Londra          | 5-6-2022                       | Inghilterra | 3 - 6                | Paesi Bassi |
| Terrassa        | 5-6-2022                       | Spagna      | 3 - 0                | Sudafrica   |
| Anversa         | 7-6-2022                       | Belgio      | 5 - 0                | Sudafrica   |
| Anversa         | 8-6-2022                       | Belgio      | 4 - 2                | Sudafrica   |
| Anversa         | 11-6-2022                      | Belgio      | 3 - 3 (4 - 5 d.s.o.) | India       |
| Amburgo         | 11-6-2022                      | Germania    | 2 - 3                | Paesi Bassi |
| Amburgo         | 12-6-2022                      | Germania    | 4 - 1                | Paesi Bassi |
| Anversa         | 12-6-2022                      | Belgio      | 3 - 2                | India       |
| Rotterdam       | 18-6-2022                      | Paesi Bassi | 2 - 2 (4 - 1 d.s.o.) | India       |
| Londra          | 18-6-2022                      | Inghilterra | 2 - 2 (3 - 0 d.s.o.) | Belgio      |
| Rotterdam       | 19-6-2022                      | Paesi Bassi | 2 - 1                | India       |
| Londra          | 19-6-2022                      | Inghilterra | 0 - 5                | Belgio      |
| Den Bosch       | 19-6-2022                      | Paesi Bassi | 4 - 3                | Spagna      |
| Den Bosch       | 19-6-2022                      | Paesi Bassi | 4 - 1                | Spagna      |